# 伊蒙·麥凱布
伊蒙·麥凱布（英語：Eamonn McCabe，1948年7月28日—2022年10月2日）是一名英國攝影師。他起初是一名體育攝影師，後來從事編輯人物攝影工作。他的許多肖像照收藏於倫敦國家肖像館。

## 早期生活
麥凱布於1948年7月28日出生在北倫敦高門，父親是計程車司機詹姆斯·麥凱布（James McCabe），母親是酒店接待員西莉亞·麥凱布（Celia McCabe, née Henchy）。他曾在舊金山上過電影學校，但在其他方面是自學攝影。

## 職業生涯
麥凱佈在1976年開始任職於《觀察家報》，此前他曾短暫待過音樂行業。他的職業生涯從體育攝影開始，在1978年至1984年期間四度贏得年度體育攝影師。之後他把注意力轉移到為《觀察家報》和《衛報》拍攝的一般社論式肖像照。他為《衛報》周刊提供其攝影作品。
麥凱布的作品涵蓋各種題材和主題，但主要集中於藝術界人士的肖像照上，包括演員、作家、詩人、藝術家和音樂家。作為一名體育攝影師，他參加1985年利物浦和尤文圖斯之間的歐洲冠軍盃決賽，但最後因拍攝到海塞爾球場慘劇的著名且悲慘的圖片而成為新聞攝影師。他因拍攝了這場慘劇的照片而被評為年度新聞攝影師。麥凱布還拍攝過比約恩·博里和約翰·馬克安諾之間的比賽，布倫丹·福斯特在1978年AAA錦標賽上冒雨贏得10000米比賽，李振恃和他極高的發球，以及1978年見證劍橋賽艇沉沒的賽艇比賽。
1980年代末起，麥凱布轉向風景和人物攝影。麥凱布曾擔任過《SportsWeek》的圖片編輯，之後被彼得·普雷斯頓聘為《衛報》的圖片編輯。他後來創紀錄地六度被評為年度最佳圖片編輯。2000年起，麥凱布更加專注於藝術肖像照。2001年，他回到自由職業者的行列，為《衛報》和其他報紙和雜誌提供服務。其中一系列為《衛報》拍攝的照片是對作家書桌的研究，他的作品包括貝里爾·班布里奇、謝默斯·希尼和希拉蕊·曼特爾的書桌。麥凱布後來擔任「十年」的圖片編輯，這是菲頓出版社對新千年頭十年的攝影回顧。
麥凱布曾是薩福克大學攝影專業的客座高級研究員，擁有東盎格利亞大學和史丹福郡大學的榮譽博士學位，並且是泰晤士河谷大學的榮譽教授。

## 個人生活
麥凱布與記者蕾貝卡·史密斯（Rebecca Smithers）結婚，共有一個孩子。他還有一個還自上段婚姻的孩子。
2022年10月2日，麥凱布在他位於薩福克郡薩克斯曼德姆的家中逝世，享年74歲。

## 外部連結
- 官方网站
- 伊蒙·麥凱布的Discogs页面（英文）
- 伊蒙·麥凱布在互联网电影资料库（IMDb）上的資料（英文）